# MTV Video Music Award – teledysk z filmu
Poniższa lista przedstawia kolejnych zwycięzców nagrody MTV Video Music Awards w kategorii Best Video from a Film.
| Rok  | Wykonawca                                                                    | Piosenka                     |
| ---- | ---------------------------------------------------------------------------- | ---------------------------- |
| 1987 | Talking Heads                                                                | Wild Wild Life               |
| 1988 | Los Lobos                                                                    | La Bamba                     |
| 1989 | U2 with B.B. King                                                            | When Love Comes to Town      |
| 1990 | Billy Idol                                                                   | Cradle of Love               |
| 1991 | Chris Isaak                                                                  | Wicked Game                  |
| 1992 | Queen                                                                        | Bohemian Rhapsody            |
| 1993 | Alice in Chains                                                              | Would? Singles               |
| 1994 | Bruce Springsteen                                                            | Streets of Philadelphia      |
| 1995 | Seal                                                                         | Kiss From a Rose             |
| 1996 | Coolio (wraz z LV)                                                           | Gangsta's Paradise           |
| 1997 | Will Smith                                                                   | Men In Black                 |
| 1998 | Aerosmith                                                                    | I Don't Want To Miss a Thing |
| 1999 | Madonna                                                                      | Beautiful Stranger           |
| 2000 | Aaliyah                                                                      | Try Again                    |
| 2001 | Christina Aguilera, Lil' Kim, Mýa, P!nk (wraz z Missy "Misdemeanor" Elliott) | Lady Marmalade               |
| 2002 | Chad Kroeger (wraz z Josey Scott)                                            | Hero                         |
| 2003 | Eminem                                                                       | Lose Yourself                |